# Apol·lodor (pintor de gots)

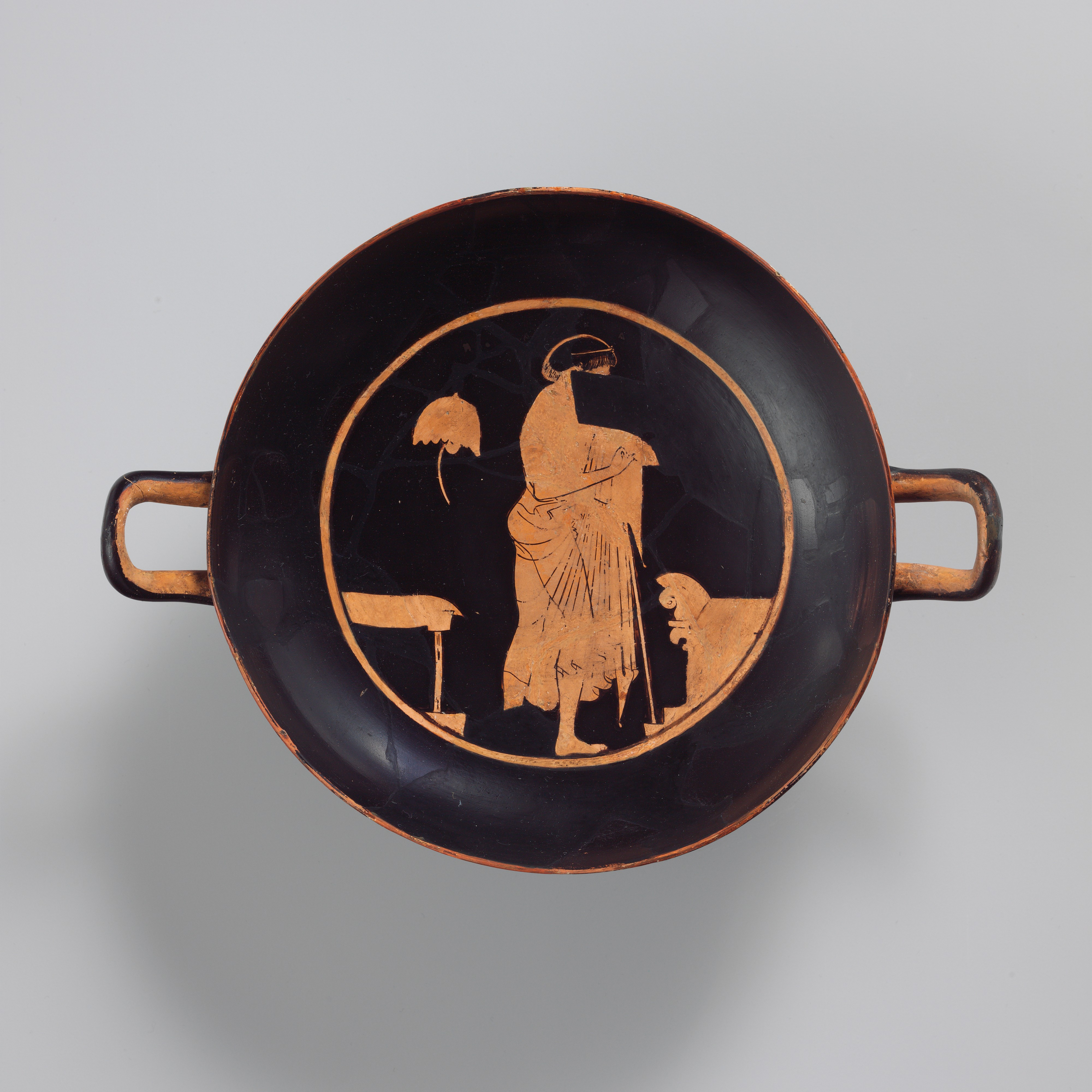
Un jove atleta fent un sacrifici. Museu Metropolità d'Art

Apol·lodor (en grec: Ἀπολλόδωρος) fou un pintor grec de gots actiu a Atenes cap a finals del segle vi o principis del V abans de la nostra era.

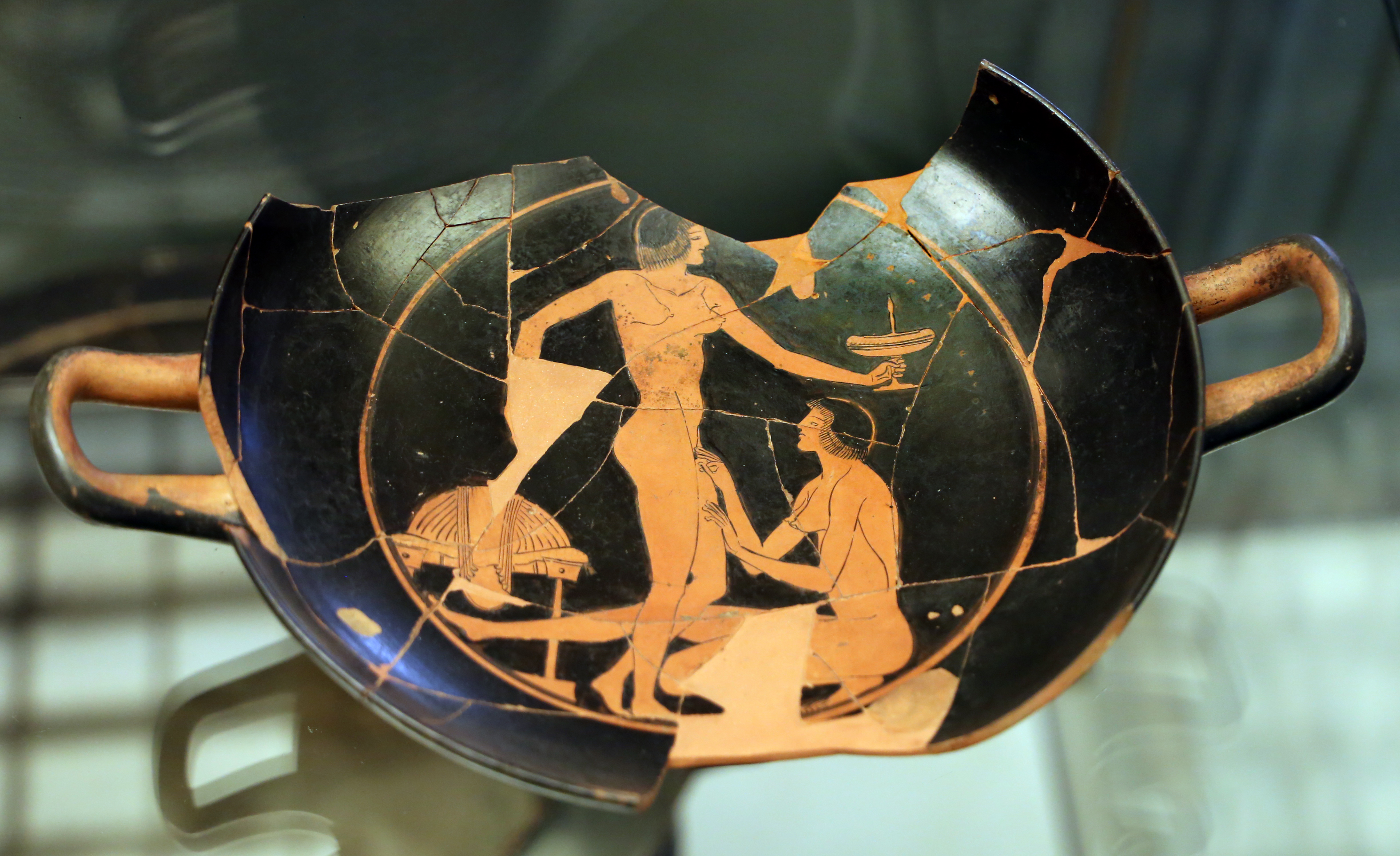
Dues dones nues (possiblement escena de depilació), Museu Arqueològic de Tarquínia

Apol·lodor fou un dels pintors relativament primerencs de cílixs de figures vermelles. Va estar actiu a la darrera dècada del segle VI ae o les dues primeres dècades del segle V ae. S'ha conservat la seua signatura en dos cílixs fragmentaris. Les seues figures són molt característiques. En particular, els rostres són cridaners, amb els ulls petits i profunds i les llargues línies del nas. A més a més, algunes de les seues figures masculines tenen barbes prominents. Els contorns estan fets amb fluïdesa, amb delicadesa, i les figures i el seu moviment s'adapten a la forma dels recipients pintats.
Dyfri Williams considera una identificació d'Apol·lodor amb el Pintor d'Epidrom, el Pintor d'Elpinic i el Pintor de Cleomel, les obres dels quals cal situar-les una mica abans, però que mostren característiques semblants en les figures. John Boardman també considera aquesta identificació almenys possible. Els conservadors del Museu J. Paul Getty defensen la identitat de les quatre personalitats de la pintura basant-se en un kílix de la seua col·lecció que duu la signatura d'Apol·lodor, però alhora la inscripció kalós de Cleomel. Tot i que aquesta identificació no fos correcta, hi ha una gran semblança en les obres dels tres pintors de gots; si fos correcta, es tractaria probablement de l'obra primerenca d'Apol·lodor.